# Hicriopteris novoguineensis
Hicriopteris novoguineensis là một loài dương xỉ trong họ Gleicheniaceae. Loài này được Copel. mô tả khoa học đầu tiên năm 1941.
Danh pháp khoa học của loài này chưa được làm sáng tỏ. 